# Villers-lès-Luxeuil
Villers-lès-Luxeuil is een gemeente in het Franse departement Haute-Saône (regio Bourgogne-Franche-Comté) en telt 341 inwoners (2011). De plaats maakt deel uit van het arrondissement Lure.

## Geografie
De oppervlakte van Villers-lès-Luxeuil bedraagt 9,2 km², de bevolkingsdichtheid is 37,1 inwoners per km².
De onderstaande kaart toont de ligging van Villers-lès-Luxeuil met de belangrijkste infrastructuur en aangrenzende gemeenten.

## Demografie
Onderstaande figuur toont het verloop van het inwonertal (bron: INSEE-tellingen).